# Рангові маєтності
Рангові маєтності — земельні володіння на Гетьманщині, які надавалися козацькій старшині гетьманом у тимчасове володіння, «на ранг», тобто на час урядування як винагорода за службу і на покриття, пов'язаних з нею видатків. Систему рангових маєтностей запроваджено за Богдана Хмельницького. Рангові маєтності походили з земельного фонду, що створився на Гетьманщині у наслідок конфіскації маєтків польських землевласників і Католицької Церкви. Для доповнення фонду рангових маєтностей використовувалися військові або вільні землі. Окрему групу рангових маєтностей складали великі земельні володіння (волості), які надавалися (чи стверджувалися) царем гетьманам «на булаву» (розміри цих володінь були неоднакові). Ранговими маєтностями відала Генеральна скарбова канцелярія. Їх розмір на кожний уряд не був чітко визначений аж до 1732.
Державці (володільці) рангових маєтностей намагалися перетворити їх на свою повну й спадкову власність, але це вдавалося тільки у деяких випадках, здебільша представникам вищої старшини, у наслідок дарувань від царя, закріплених царськими «жалуваними грамотами».
У 18 столітті цей процес ішов швидким темпом, і по ліквідації автономії Гетьманщини у 1780-х більша частина рангових маєтностей стала приватною власністю козацької старшини та її нащадків — лівобережно-українського дворянства.
Інший правний характер мали маєтності, які надавалися коз. старшині Гетьманом, а іноді й полк. «до ласки військ.». Але, не зважаючи на це обмеження, більшість цих умовно тимчасових володінь протягом 18 ст. стала також приватною власністю.
Наприклад, рангова маєтність Генерального обозного становила 400 дворів. 
У Генерального писаря-також 400 дворів, а у Генеральних суддів, яких було двоє, по 300 дворів на кожного.  Генеральний осавул  мав рангову маєтність у 200 дворів.